# 布茨
布茨（法語：Boutx，法語發音：[buts]）是法国上加龙省的一个市镇，属于圣戈当区。

## 地理
布茨（42°55'4"N, 0°42'56"E）面积47.28 平方千米，位于法国奧克西塔尼大區上加龙省，该省份为法国西南部内陆省份，西南端与西班牙接壤，自此顺时针与上比利牛斯省、热尔省、塔恩-加龙省、塔恩省、奥德省和阿列日省接壤。
与布茨接壤的市镇（或旧市镇、城区）包括：圣拉里、阿尔居德苏、伯赞加尔罗、福斯、梅勒、波尔泰达斯佩、拉兹克耶、圣贝阿-莱兹、桑古阿涅、厄普、阿尔格诺斯。

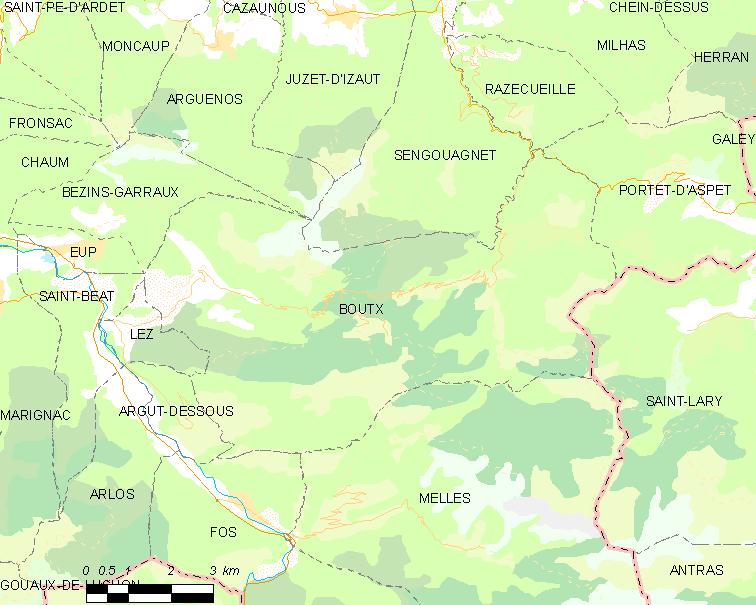
布茨的OSM定位图

布茨的时区为UTC+01:00、UTC+02:00（夏令时）。

## 行政
布茨的邮政编码为31440、31160，INSEE市镇编码为31085。

## 政治
布茨所属的省级选区为巴涅尔德吕雄县。

## 人口

1962-2008年间布茨人口变化图示

布茨于2022年1月1日时的人口数量为253人。